# Хомівка (Сватівський район)
Хо́мівка —  село в Україні, у Сватівській міській громаді Сватівського району Луганської області. Населення становить 655 осіб. Орган місцевого самоврядування — Гончарівська сільська рада.

## Історія села
Було засноване Ізюмським полком. Назвали в честь Хоми (одного з засновників села).

## Населення

### Мова
Розподіл населення за рідною мовою за даними перепису 2001 року:
| Мова       | Кількість | Відсоток |
| ---------- | --------- | -------- |
| українська | 601       | 91.76%   |
| російська  | 47        | 7.18%    |
| вірменська | 7         | 1.06%    |
| Усього     | 655       | 100%     |

| Україна | Це незавершена стаття з географії України. Ви можете допомогти проєкту, виправивши або дописавши її. |

1. ↑  Рідні мови в об'єднаних територіальних громадах України — Український центр суспільних даних